# Punta de tierra de Arabat

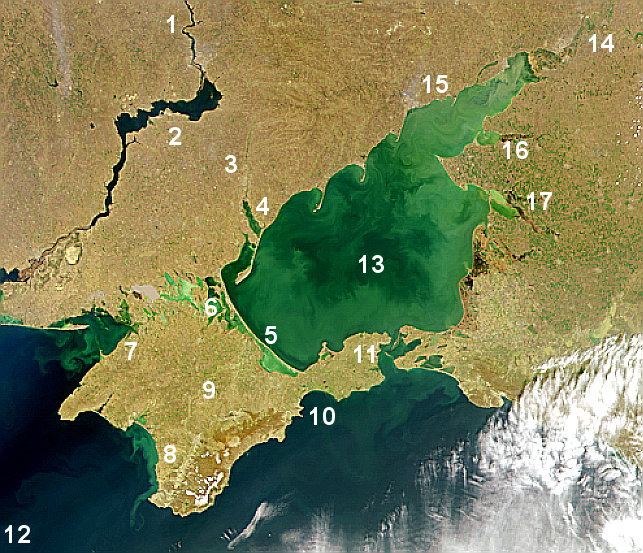
Imagen de satélite del mar de Azov. El número 5 marca la punta de tierra de Arabat.

La punta de tierra de Arabat (en ucraniano, Арабатська стрілка, Arabats'ka strilka; en ruso, Арабатская стрелка, Arabátskaya strelka; en tártaro de Crimea, Arabat beli) es un cordón litoral, extensión de tierra, que sale de la villa de Henichesk en Ucrania hasta la península de Kerch en Crimea. Esta punta de tierra separa el mar de Azov del mar de Sivash, o «mar Pútrido o Podrido», un mar interior poco profundo y muy salado.
La punta de tierra mide 110 kilómetros de largo y posee una anchura que varía entre los 270 metros y los 8 kilómetros.
Políticamente la mitad norte pertenece al óblast de Jersón, Ucrania, mientras que su porción sur es una parte de la República Autónoma de Crimea, que desde marzo de 2014 está bajo control de Rusia, y anteriormente perteneció a la República Autónoma de Crimea.